# Sheila Jeffreys
Sheila Jeffreys (* 13. Mai 1948 in England) ist eine britisch-australische Feministin und Politikwissenschaftlerin. An der Universität Melbourne war sie Professorin für Politikwissenschaft.

## Leben
Sheila Jeffreys wuchs in Großbritannien auf, wo sie sich seit den 1970er-Jahren als Feministin engagierte. Sie erlangte den Master of Arts an der Victoria University of Manchester und den Ph.D. an der Monash University. 1991 zog sie nach Australien und lehrte bis 2015 als Professorin für Politikwissenschaften an der Universität Melbourne. Sie veröffentlichte unter anderem neun Bücher, die sich mit der sexuellen Unterdrückung der Frau beschäftigen.

## Kritik
Jeffrey steht aufgrund transmisogynier und transfeindlicher Aussagen, die sie u. a. in ihren Büchern Unpacking Queer Politics und Gender Hurts sowie bei öffentlichen Auftritten vertritt, in der Kritik. Jeffreys ist Mitgründerin der Gruppe Women’s Declaration International, die sich gegen transgeschlechtliche Personen einsetzt. Sie wird in diesem Zusammenhang als „transexkludierende radikale Feministin“ (TERF) bezeichnet. 2018 sprach sie bei einer Veranstaltung im Britischen Parlament; ihre dort getätigten Aussagen wurden als faschistische und entmenschlichende Rhetorik über transgender Personen kritisiert. Die Philosophin Judith Butler bemängelte, dass Jeffrey sich selbst zur Richterin über transgeschlechtliche Personen berufen habe sowie dass sie die soziologische Theorie des Sozialkonstruktivismus falsch interpretiere.

## Schriften
- The Sexuality debates. Routledge & K. Paul, New York 1987, ISBN 0-7102-0936-3.
- Anticlimax: a feminist perspective on the sexual revolution. Women’s Press, London 1990, ISBN 0-7043-4203-0.
- The lesbian heresy a feminist perspective on the lesbian sexual revolution. Spinifex, North Melbourne (Victoria) 1993, ISBN 1-875559-17-5.
- The spinster and her enemies: feminism and sexuality, 1880–1930. Spinifex, North Melbourne (Victoria) 1997, ISBN 1-875559-63-9.
- Unpacking queer politics: a lesbian feminist perspective. Polity Press in association with Blackwell Pub, Cambridge Malden (Massachusetts) 2003, ISBN 0-7456-2838-9.
- Beauty and misogyny: harmful cultural practices in the West. Routledge, London/New York 2005, ISBN 0-415-35182-0.
- The idea of prostitution. 2. Auflage, Spinifex, North Melbourne (Victoria) 2008, ISBN 978-1-876756-67-3.
- The industrial vagina: the political economy of the global sex trade. Routledge, London/New York 2009, ISBN 978-0-415-41233-9.
  - Die industrialisierte Vagina. Marta Press, Hamburg 2014, ISBN 978-3-944442-09-9.
- Man's dominion: religion and the eclipse of women's rights in world politics. Routledge, Abingdon (Oxfordshire)/New York 2012, ISBN 978-0-415-59674-9.
- Gender Hurts. A Feminist Analysis of the Politics of Transgenderism. Routledge, London 2014, ISBN 978-0-415-53939-5, S. 0 (englisch, eingeschränkte Vorschau in der Google-Buchsuche).